# George Ouzounian

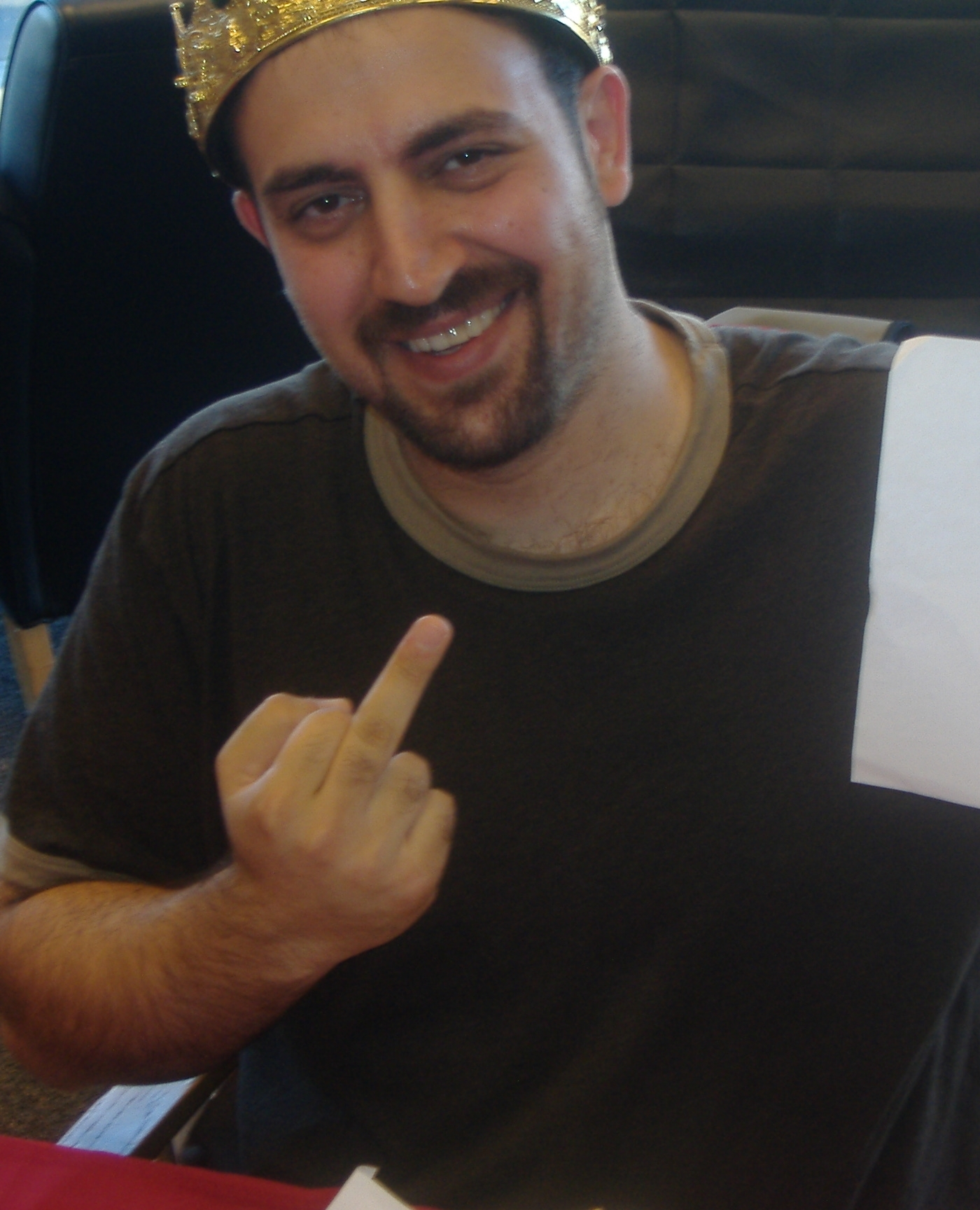
George Ouzounian (2006)

George „Maddox“ Ouzounian (* 1978 in Salt Lake City) ist ein US-amerikanischer Komiker, Schriftsteller und Programmierer armenischer Abstammung. Bekannt wurde er durch seine Webseite „The Best Page in the Universe“ („Die beste Seite des Universums“) mit bisher über 150 Millionen Besuchern und sein 2006 erschienenes Buch „The Alphabet of Manliness“ (dt. „Das A–Z der Männlichkeit“), das den zweiten Platz der New-York-Times-Bestsellerliste erreichte.
Maddox studierte an der University of Utah in Salt Lake City als Hauptfach Mathematik. Das Pseudonym Maddox entlehnte er aus dem Anime „Maddox 01“.

## Bewertung
Sein Humor ist kontrovers, da er inhaltlich wie sprachlich über weite Strecken drastische, fast beleidigende Züge annimmt. Er wurde deshalb bereits zwei Mal wegen der Inhalte seiner Webseite angezeigt – beide Verfahren wurden allerdings eingestellt. Zu seinen berühmten Zitaten gehören: „Regressive Party: Against abortion, for killing babies“. („Rückschrittspartei: Gegen Abtreibung, für den Kindesmord“) Diese Aussage war als Persiflage auf die Republikanische Partei gedacht, welche die Todesstrafe und liberale Waffengesetze unterstützt, aber strikt gegen jede Form der Abtreibung ist. Als Kampfansage an den Vegetarismus fand er die Formel: „For every animal you don't eat, I'll eat three“ („Für jedes Tier, das du nicht isst, esse ich drei!“).
Seine Fans schätzen seine Beständigkeit. So verweigert er sich beispielsweise jeglichen Versuchen, Werbung auf seiner Seite unterzubringen, und weist konsequent auf bigottes Verhalten und Missstände hin. Er ändert nur selten seine Meinung, die er auch unter Druck und gegen Widerstand vehement vertritt.